# نورمان إيفرسن
نورمان إيفرسن هو سياسي نرويجي، ولد في 15 أكتوبر 1910 في برغن في النرويج، وتوفي في 1964.